# Агрономовский сельсовет
Агрономовский сельсове́т — сельское поселение в Лебедянском районе Липецкой области.
Административный центр — посёлок совхоза Агроном.

## История
В соответствии с законами Липецкой области № 114-оз от 02.07.2004 и № 126-оз от 23.09.2004 Агрономовский сельсовет наделён статусом сельского поселения, установлены границы муниципального образования.

## Население
| 2010  | 2012  | 2013  | 2014  | 2015  | 2016  | 2017  |
| ----- | ----- | ----- | ----- | ----- | ----- | ----- |
| 3224  | ↘3162 | ↘3090 | ↘3020 | ↘2982 | ↘2907 | ↘2877 |
| 2018  | 2021  |       |       |       |       |       |
| ↘2874 | ↗3033 |       |       |       |       |       |

## Состав сельского поселения
| № | Населённый пункт | Тип населённого пункта                  | Население |
| - | ---------------- | --------------------------------------- | --------- |
| 1 | Агроном          | посёлок совхоза, административный центр | 2786      |
| 2 | Губино           | село                                    | 297       |
| 3 | Сибильда         | деревня                                 | 108       |
| 4 | Яблоновая Голова | деревня                                 | 33        |